# 塩船
塩船（しおぶね）とは、東京都青梅市にある地名。郵便番号は198-0011。

## 概要
市域北東部に位置し、東は谷野、南は吹上、大門、北・西は小曾木と隣接する。大部分が風致地区に指定されている。

## 地理
西北部は霞丘陵の南端にあたり、南部に霞川の支流が流れる。道路沿いに住宅や農地が散在する。

## 歴史
「霞村の歴史」を参照。
- 1889年（明治22年）4月1日 - 町村制施行により、大門村、野上村、吹上村、塩船村、谷野村、木野下村、今寺村、根ヶ布村、師岡村、新町村、今井村、藤橋村が合併し神奈川県西多摩郡霞村が成立する。塩船村は大字塩船となる。
- 1893年（明治26年）4月1日 - 西多摩郡が南多摩郡、北多摩郡とともに東京府へ編入する。
- 1943年（昭和18年）7月1日 - 東京都制施行。
- 1951年（昭和26年）4月1日 - 青梅町、調布村との合併により青梅市が発足。霞村は消滅。大字塩船は霞地区（後に大門地区）に属する。

## 世帯数と人口
2021年（令和3年）3月1日現在の世帯数と人口は以下の通りである。
| 大字 | 世帯数  | 人口  |
| ---- | ------- | ----- |
| 塩船 | 461世帯 | 956人 |

## 小・中学校の学区
市立小・中学校に通う場合、学区は以下の通りとなる。
| 丁目 | 番地 | 小学校             | 中学校             |
| ---- | ---- | ------------------ | ------------------ |
| 塩船 | 全域 | 青梅市立吹上小学校 | 青梅市立吹上中学校 |

## 消防
- 青梅市消防団分団[9]
  - 第八分団 - 東青梅・大門地区

## 施設
- 塩船観音寺 - ツツジの名所として知られ、4月から5月にかけて『塩船観音つつじまつり』が開催される。
- 下前公園
- 霞丘陵自然公園

## 交通
- 東京都道194号成木河辺線

- 都営バス（東青梅駅・河辺駅）

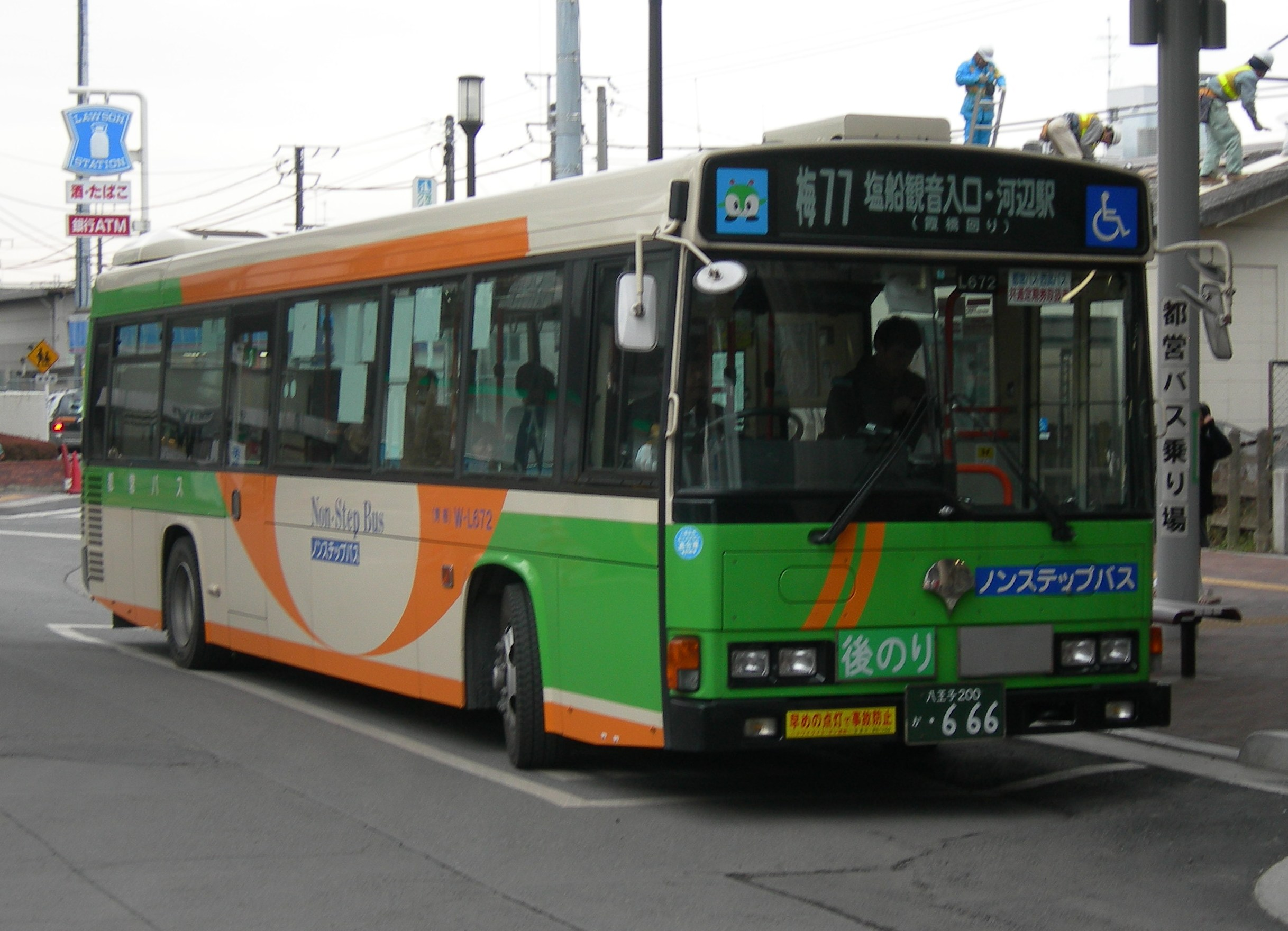
都営バス 梅77 (W-L672)

- 西東京バス（小作駅・河辺駅・西東京工業団地）